# Malìa (film 1917)
Malìa è un film del 1917 diretto da Alfredo De Antoni.